# Franciszek Suárez

Summae theologiae. De Deo uno et trino, I, 1607

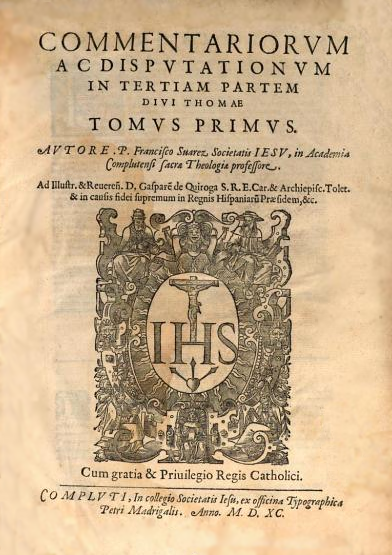
Commentariorum ac disputationum in tertiam partem divi Thomae (1590).

Franciszek Suárez SJ (ur. 5 stycznia 1548 w Grenadzie, zm. 25 września 1617 w Lizbonie lub Coimbrze) – hiszpański filozof scholastyczny.

## Życiorys
Ukończył prawo w uniwersytecie w Salamance, po wstąpieniu do zakonu jezuitów w wieku 16 lat poświęcił się filozofii i teologii. W latach 1571–1580 nauczał w Segowii i Valladolid. Na wezwanie generała zakonu Everarda Mercuriana przybył do Rzymu, gdzie w 1580 r. objął katedrę teologii w Collegium Romanum. Po pięciu latach ze względu na stan zdrowia opuścił Rzym i przeniósł się do Alcalá de Henares, a w 1593 r. do Salamanki. W latach 1597–1616 wykładał na Uniwersytecie w Coimbrze, gdzie powstały jego największe dzieła.
Znany z surowego trybu życia i wielkiej świątobliwości. Erudyta i bardzo płodny pisarz. W opinii współczesnych uchodził za najwybitniejszego żyjącego filozofa i teologa, a jego twórczość inspirowała m.in. Kartezjusza i Leibniza.
Luźno nawiązuje do tradycji scholastycznej w wydaniu tomistycznym.

## Filozofia
Suarez uważany jest za twórcę teologii politycznej kontrreformacji. Jego poglądy służyły odnowieniu scholastyki, by stała się ona równorzędna z filozofią renesansową zwłaszcza na gruncie teologii i światopoglądu. Swoje spostrzeżenia zawarł w traktacie O prawach i Bogu jako prawodawcy (De legibus ac Deo legislatore) z 1612 roku.
Suarez uważał, że istnieje prawo natury, które stanowi podstawę prawa tworzonego przez ludzi. Głównym celem prawa powinno być dobro powszechne, rozumiane jako niewykluczające się dobro społeczeństwa i dobro jednostki. Ten pogląd widoczny jest także w spojrzeniu Suareza na stosunki pomiędzy państwami. Uważał, że każde państwo stanowi odrębny związek obywateli, który jednak należy do ogólnoludzkiej wspólnoty. Cele państwa nie powinny więc wykluczać się z dążeniami całej ludzkości.
Władza pochodzi od ludu, bowiem każdy człowiek jest naturalnie wolny i tylko on sam może zezwolić na sprawowanie nad nim jakiegokolwiek przymusu. Suarez dopuszcza istnienie każdego ustroju – pod warunkiem, że jest on sprawowany legalnie.
Filozof stwierdził jednak, że ponad wolą ludu i wybraną przez niego władzą zawsze znajduje się papież, którego rządy pochodzą bezpośrednio od Boga. Konstrukcja ta służyła umocnieniu pozycji kościoła i uzasadniała nie tylko potrzebę utrzymania przez państwa kontaktów z papiestwem, ale i konieczność ciągłego uznawania zwierzchnictwa władzy duchownej nad władzą świecką.